# آنتونیو پاچینوتی
آنتونیو پاچینوتی (ایتالیایی: Antonio Pacinotti؛ زاده ۱۷ ژوئن ۱۸۴۱ درگذشته ۲۲ مهٔ ۱۹۱۲) فیزیک‌دان، مخترع و ستاره‌شناس اهل ایتالیا بود.

## تاریخچه
فیزیکدان ایتالیایی که پروفسور فیزیک دانشگاه پیزا نیز بود. پدرش لویجی پاچینوتی و مادرش کاترینا کاتانتی بود.
او بیشتر بخاطر اختراع دینام برق مستقیم، در سال ۱۹۶۰ شناخته شد؛ دینامی که از مدل‌های قبلی بهتر کار می‌کرد البته حدوداً ده سال بعد دینام برق مستقیم کاملتری توسط زنوب گرامه اختراع شد.
او در سال ۱۹۱۲ در شهر زادگاهش پیزا در گذشت.

## نگارخانه

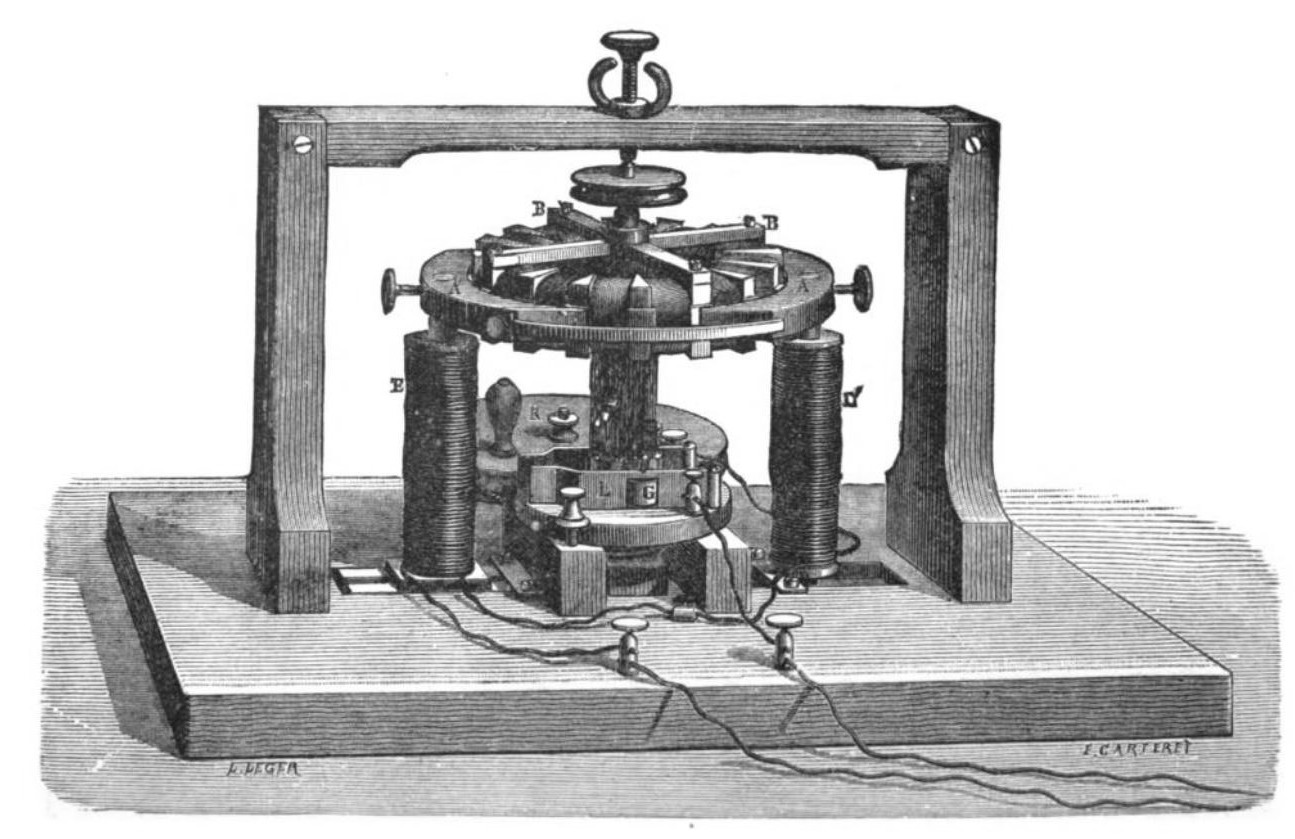
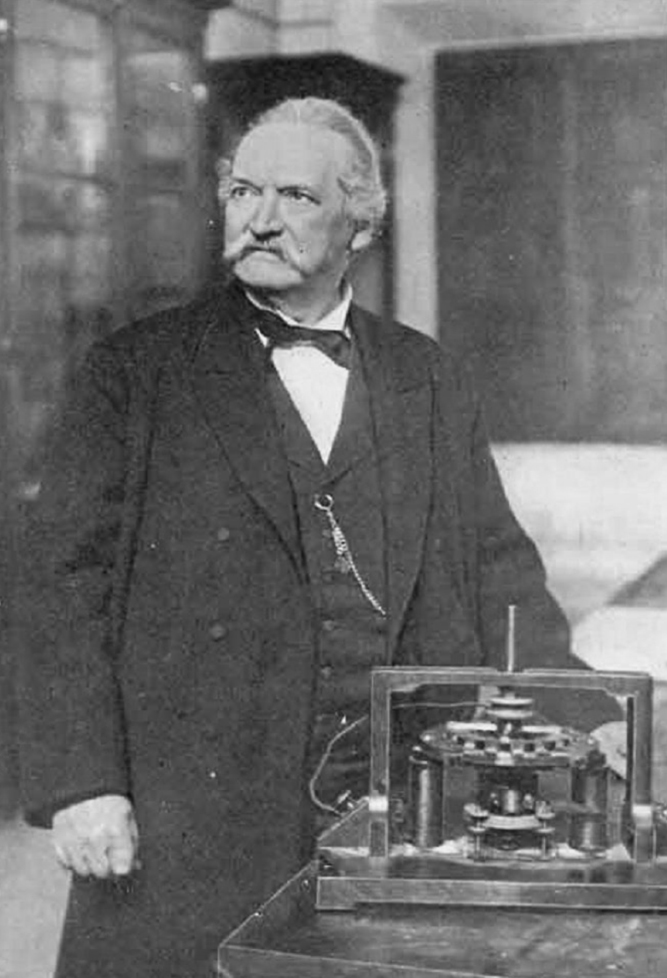